# Günter Hertel (General)
Günter Hertel (* 23. Juni 1934 in Hildesheim) ist ein Generalleutnant außer Dienst der Luftwaffe der Bundeswehr.

## Leben
Hertel studierte zwei Semester Bauingenieurwesen an der Technischen Hochschule Hannover, bevor er am 1. Juni 1956 bei der 3. Kompanie des Luftwaffenausbildungsregiments 1 in Uetersen in die Bundeswehr eintrat. Er durchlief die Ausbildung zum Offizier in Faßberg, Kaufbeuren und Fürstenfeldbruck sowie von April 1958 bis März 1961 die Ausbildung an der Höheren Technischen Schule der Luftwaffe in Neubiberg, wo er den akademischen Grad Diplom-Ingenieur (FH) erlangte. Anschließend war er bis 1963 Luftfahrtzeugtechnischer Offizier in der 1./Lufttransportgeschwader 61 in Neubiberg, bis 1964 Sachbearbeiter im Führungsstab der Luftwaffe (Fü L) IV 5 im Bundesministerium der Verteidigung (BMVg) in Bonn und danach Sachbearbeiter in der Inspektion Versorgungstruppen im Luftwaffenamt in Köln.
Von 1965 bis 1967 absolvierte Hertel den 10. Generalstabslehrgang Luftwaffe an der Führungsakademie der Bundeswehr in Hamburg, wo er zum Offizier im Generalstabsdienst ausgebildet wurde. Anschließend war er Referent im Fü L I 2 in Bonn, Adjutant des Inspekteurs der Luftwaffe, Kommandeur der Luftwaffenhauptdepotgruppe im Luftwaffenversorgungsregiment 1 in Erding, Versorgungsstabsoffizier im Stab des Luftwaffenversorgungsregiments 1 in Erding, nahm am 44. Lehrgang am NATO Defense College in Rom teil, war Logistikstabsoffizier beim Deutschen Anteil des Internationalen Militärstabes der NATO in Brüssel, A4 im Luftwaffenunterstützungsgruppenkommando Nord in Münster und Referatsleiter Fü L V 1. 
Ab Oktober 1978 war Hertel Stabsabteilungsleiter V im Fü L im BMVg, als Generalmajor ab April 1981 Kommandeur der Luftwaffenunterstützungsgruppe Süd in Karlsruhe und in seiner letzten Verwendung vom 1. April 1986 bis zum 30. September 1991 war er Kommandierender General des Luftwaffenunterstützungskommandos. Anschließend wurde er in den Ruhestand versetzt.
Hertel ist verheiratet und hat zwei Kinder.

## Auszeichnungen
- Verdienstkreuz am Bande des Verdienstordens der Bundesrepublik Deutschland (August 1982)
- Verdienstkreuz 1. Klasse des Verdienstordens der Bundesrepublik Deutschland (23. September 1986)